# Eko Fresh Presents: German Dream Allstars
Eko Fresh Presents: German Dream Allstars ist ein Sampler von Eko Fresh und den Rappern Summer Cem, Capkekz und Manuellsen sowie dem Sänger Ramsi Aliani, die damals bei Eko Freshs Label German Dream unter Vertrag standen. Er wurde am 21. März 2005 über die Labels BMG und German Dream veröffentlicht.

## Produktion
Eko Fresh selbst fungierte bei dem Album als ausführender Produzent. Vier Lieder wurden von dem Musikproduzent Kingsize produziert, während VD3 drei Beats beisteuerte. Zwei Produktionen stammen von DJ Rocky, und je ein Instrumental wurde von Capkekz, Ramsi Aliani, Don Tone, Gambit Ent., Jet Sanders und La-Krizz produziert.

## Covergestaltung
Das Albumcover zeigt Eko Fresh, Summer Cem, Manuellsen, Ramsi Aliani und Capkekz, die vor einer grauen Mauer stehen. Im oberen Teil des Bildes befinden sich die weißen Schriftzüge Eko Fresh Presents und German Dream Allstars.

## Gastbeiträge
Neben Eko Fresh und den Rappern Summer Cem, Capkekz und Manuellsen sowie dem Sänger Ramsi Aliani, die damals bei German Dream unter Vertrag standen, treten auf sieben Liedern weitere Künstler in Erscheinung. So sind die deutschen Rapper Charnell und Tatwaffe am Song Messerstich beteiligt, während der Sänger G-Style und der Rapper Kalusha auf Leben eines G’s zu hören sind. Die Rapperinnen Emely und Gangsta Lu haben einen Gastauftritt beim Track Was es ist, und der Song Press Play stellt eine Zusammenarbeit mit den D12-Mitgliedern Bizarre und Proof dar. Das Stück Ich bin high, Homie ist eine Kollaboration mit VD3 sowie den US-amerikanischen Rappern Dru Down und Yukmouth, während der Berliner Rapper Azra einen Gastbeitrag auf Asphalt 2 hat. Außerdem ist Hakan Abi auf dem Lied Hood vertreten.

## Titelliste
| #  | Titel                 | Künstler                                                   | Produzent    | Länge |
| -- | --------------------- | ---------------------------------------------------------- | ------------ | ----- |
| 1  | Intro                 | Eko Fresh, Summer Cem                                      | Kingsize     | 3:35  |
| 2  | Nicht mehr normal     | Eko Fresh, Summer Cem, Manuellsen, Capkekz, Ramsi Aliani   | Kingsize     | 5:09  |
| 3  | Die Abrechnung        | Eko Fresh                                                  | DJ Rocky     | 5:03  |
| 4  | Messerstich           | Eko Fresh, Summer Cem, Capkekz, Charnell, Tatwaffe         | Kingsize     | 3:35  |
| 5  | Ich bin high, Homie   | Eko Fresh, Summer Cem, Dru Down, Yukmouth, VD3             | Don Tone     | 5:35  |
| 6  | Cologne City          | Capkekz                                                    | Capkekz      | 4:06  |
| 7  | Komm her 2            | Eko Fresh, Manuellsen                                      | VD3          | 5:06  |
| 8  | Was es ist            | Eko Fresh, Emely, Gangsta Lu                               | Kingsize     | 4:37  |
| 9  | Asphalt 2             | Eko Fresh, Summer Cem, Capkekz, Ramsi Aliani, Azra         | DJ Rocky     | 4:10  |
| 10 | Augen zu und durch    | Eko Fresh, Summer Cem, Manuellsen, Capkekz, Ramsi Aliani   | Gambit Ent.  | 4:38  |
| 11 | Skit                  | Eko Fresh, Summer Cem, Manuellsen                          |              | 2:30  |
| 12 | Press Play            | Eko Fresh, Summer Cem, Manuellsen, Capkekz, Bizarre, Proof | VD3          | 5:22  |
| 13 | Leben eines G’s       | Capkekz, Manuellsen, Kalusha, G-Style                      | Don Tone     | 4:05  |
| 14 | Who?!                 | Manuellsen                                                 | VD3          | 3:08  |
| 15 | Hood                  | Eko Fresh, Summer Cem, Manuellsen, Capkekz, Hakan Abi      | Jet Sanders  | 3:53  |
| 16 | Nah und doch fern     | Summer Cem, Ramsi Aliani                                   | Ramsi Aliani | 3:52  |
| 17 | Wir haben’s geschafft | Summer Cem, Manuellsen, Capkekz, Ramsi Aliani              | La-Krizz     | 4:50  |
| 18 | Outro                 | Eko Fresh, Manuellsen                                      |              | 0:50  |

## Chartplatzierungen und Singles
Eko Fresh Presents: German Dream Allstars stieg am 4. April 2005 auf Platz 54 in die deutschen Albumcharts ein und erreichte in der folgenden Woche mit Rang 47 die Höchstposition. Insgesamt konnte es sich fünf Wochen in den Top 100 halten. In Österreich und der Schweiz verpasste das Album die Charts.
Als erste Single erschien ein Musikvideo zum Disstrack Die Abrechnung, auf dem Eko Fresh gegen viele deutsche Rapper, vor allem aber gegen seinen ehemaligen Mentor Kool Savas schießt, woraufhin dieser mit dem Song Das Urteil antwortete. Als weitere Auskopplungen erschienen die Stücke Intro und Nicht mehr normal. Alle Singles konnten sich nicht in den Charts platzieren.

## Rezeption
| Professionelle Bewertungen | Professionelle Bewertungen |
| -------------------------- | -------------------------- |
| Kritiken                   |                            |
| Quelle                     | Bewertung                  |
| laut.de                    | [ 4 ]                      |

Philipp Gässlein von laut.de bewertete das Album mit drei von möglichen fünf Punkten. Vor allem die Produktion überzeuge, wogegen einige der Gastbeiträge, wie von Emely, Charnell oder G-Style, kritisiert werden. „Grammatikalische Unfeinheiten und holprige Flows“ würden bei den meisten Tracks durch „herausragende Beats“ kaschiert. Insgesamt präsentierten sich die German Dream Künstler, vor allem Ramsi Aliani und Summer Cem, aber „besser als erwartet“.